# Fort Union Trading Post National Historic Site
Le Fort Union Trading Post National Historic Site est un site historique national protégeant le fort Union, un poste de traite classé National Historic Landmark sur le Missouri, à la frontière entre le Dakota du Nord et le Montana. Le fort, d'abord connu comme Fort Henry a été construit en 1828 ou 1829 et utilisé par l'American Fur Company de John Jacob Astor. Jusqu'en 1867, il a été le plus important comptoir commercial sur le cours supérieur du Missouri, point de contact entre les Américains et les tribus Assiniboine, Crow, Cree, Ojibwa, Blackfoot, Hidatsa, et autres.